# 농민 운동 강습소 역
농민 운동 강습소 역(중국어: 农讲所站, 영어: Peasant Movement Institute Station)는 광저우 지하철 1호선의 지하철 역 중 하나로, 역 인근의 광저우 농민 운동 강습소(广州农民运动讲习所)의 이름을 따서 지어졌다. 1999년 2월 16일에 개업하였으며, 中山四路와 德政路에 출입구가 위치해있다.

## 역 정보

### 역 구조
농민 운동 강습소 역은 2개 층으로 구성되어 있다. 인근에는 중산4로(中山四路), 드정 로(德政路), 광저우 농민 운동 강습소广州农民运动讲习所),  광둥성실험중학(广东省实验中学)이 있다.; 지하 1층에는 대합실, 지하 2층에는 1호선 승강장이 있다.
| 지하 1층 | 대합실                          | 매표소, 콜 센터, 역 경시청                      |   |
| 지하 2층 | ←                               | 2번 선로 ■ 1호선 시랑방면 (공원 전)             |   |
| 지하 2층 | 섬식 승강장, 왼쪽 출입문이 열림 |                                                 |   |
| 지하 2층 |                                 | 1번 선로 ■ 1호선 광저우 동역 방면（례스링위안） | → |

### 승강장
농민 운동 강습소 역은 섬식 승강장으로 구성되며, 중산4로 지하에 위치해 있다.

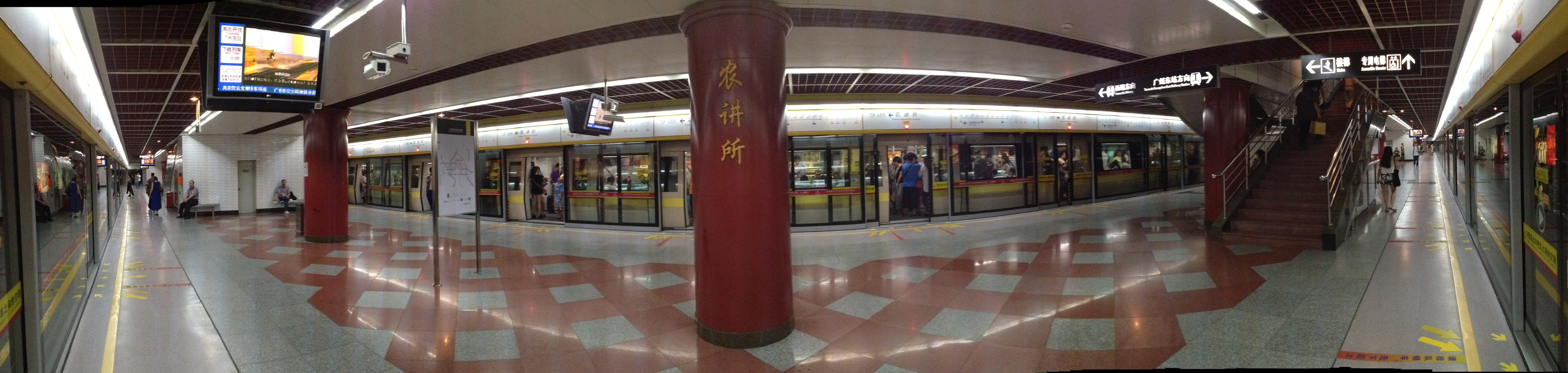
승강장 파노라마 (광저우 동역 방면, 2014년 8월 촬영)

### 출구
농민 운동 강습소 역은 4개의 출구가 있다.; 2010년 5월부터 1월 사이에는 C 출구에 에스컬레이터와, 유리천장과 정보 디스플레이를 설치를 위해 C 출구를 일시 폐쇄하였다. 재개장 후 C 출구 한정으로 에스컬레이터를 운용하고 있다.
| 출구                                               | 출구표지 | 인근 목적지 |
| -------------------------------------------------- | -------- | --- |
| 출구A                                              | 중산4로  | 중산4로, 드정 중로(德政中路), 중산 도서관(中山图书馆), 스이궁(市一宫), 광저우시 제13중학, 농민 운동 강습소 버스 정류장(农讲所公交车站)                                                                              |
| 출구B                                              | 중산 4로 | 중산 4로, 드정 중로, 광둥성실험중학(广东实验中学)초중부, 웨슈 중로(越秀中路), 세계 아기 소장품 센터(天下宝贝收藏品中心), 농민 운동 강습소 버스 정류장                                                               |
| 출구C                                              | 중산4로  | 중산4로, 광저우 농민 운동 강습소, 웨슈 북로(越秀北路), 드정 북로(德政北路), 하오샨 로(豪贤路), 줘웨 교육 한야밍솬 캠퍼스(卓越教育翰雅明轩校区), 푸파 은행 둥산 지점(浦发银行东山支行), 농민 운동 강습소 버스 정류장 |
| 출구D                                              | 중산 4로 | 중산 4로, 드정 북로, 창볜 로(仓边路), 광저우시 중급인민법원(广州市中级人民法院), 농민 운동 강습소 버스 정류장 |
| 注： 시각 장애인 유도로 \| 경사로 \| 휠체어 리프트 |          | |

## 인접 역
| 광저우 지하철 1호선         | 광저우 지하철 1호선   | 광저우 지하철 1호선 |
| --------------------------- | --------------------- | ------------------- |
| 례스링위안 광저우 동역 방면 | ■ 광저우 지하철 1호선 | 공원 전 시랑 방면   |

## 이용 현황
농민 운동 강습소역은 인근의 광둥실험중학(广东实验中学)과 주거 지역의 수에 의해, 평상시에는 보통의 혼잡률을 보이나, 학교 등하교 및 출퇴근 시간 한정으로 이용객이 일시로 증가하기도 한다.

## 참고 및 외부 링크
- 車站資料